# Giuseppe Zinanni
Le comte Giuseppe Ginanni ou Zinanni (né le 7 novembre 1692 à Ravenne et mort le 23 octobre 1753 dans cette même ville) était un naturaliste italien du XVIIIe siècle.

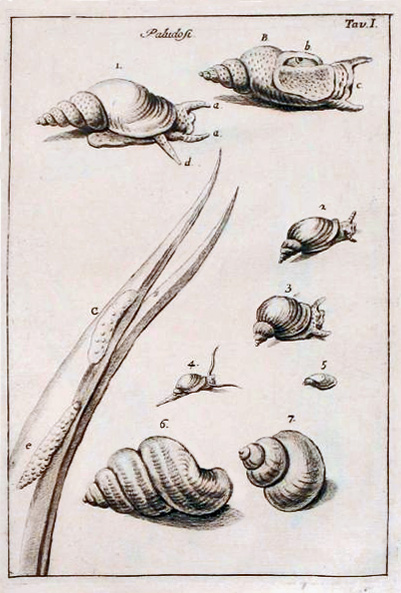
une des illustrations portant sur les escargots, l'un des nombreux thèmes d'étude de Giuseppe Ginanni

## Biographie
Ginanni est l'auteur du premier ouvrage entièrement consacré aux œufs d'oiseaux : Dell Uova e dei Nidi degli Uccelli (Venise, 1737), illustré de 34 planches en noir. 

Les oiseaux y sont divisés en trois groupes, les oiseaux terrestres non-rapaces (uccelli terrestri non rapaci), les rapaces terrestres (uccelli terrestri rapaci) et les oiseaux d'eau (uccelli aquatici). 
Chaque planche oologique décrit d'un à neuf œufs représentant 106 espèces.
Il publiera plus tard un livre sur les escargots terrestres et leur reproduction, puis un autre sur les sauterelles.

## Sources
- Cesare Conci et Roberto Poggi (1996), Iconography of Italian Entomologists, with essential biographical data. Memorie della Società entomologica Italiana, 75 : 159-382.  (ISSN 0037-8747)